# هادی و هدی
هادی و هدی نام مجموعهٔ عروسکی است که در دههٔ ۶۰ از شبکهٔ دو سیما در قالب برنامهٔ کودک از تلویزیون جمهوری اسلامی ایران پخش شد.
اولین قسمت این مجموعه در سال ۱۳۶۴ از شبکه دو سیما به روی آنتن رفت. این مجموعه تولید کشور ایران می‌باشد. نویسنده این برنامه تلویزیونی رضا فیاضی و  تهیه کننده مریم محمدی است  و  کارگردانی این مجموعه را ساسان امیرپور و اردشیر کشاورزی به عهده داشتند و عکاسی سرصحنه بر عهده رحیم جلودار گذاشته شد. هر مجموعه با آهنگی شروع می‌شد که دارای ترانه کودکانه بود.

## شخصیت‌ها
- هادی: شخصیت اصلی ماجراها
- هدی:شخصیت اصلی ماجراها
- پدر
- مادر
- آق بابا: صاحب تنها مغازه بقالی محله